# Typ 98 So-Da
Der Typ 98 Gepanzerter Wagen So-Da (jap. 九八式装甲運搬車 ソダ, Kyūhachi-shiki sōko unpansha So-Da) war ein japanischer Transportpanzer im Zweiten Weltkrieg, der zur Beförderung von Munition und Soldaten benutzt wurde. Er wurde 1938 (Kōki 2598, daher die Typbezeichnung) entworfen und bis 1945 vom Kaiserlich Japanischen Heer eingesetzt.

## Geschichte

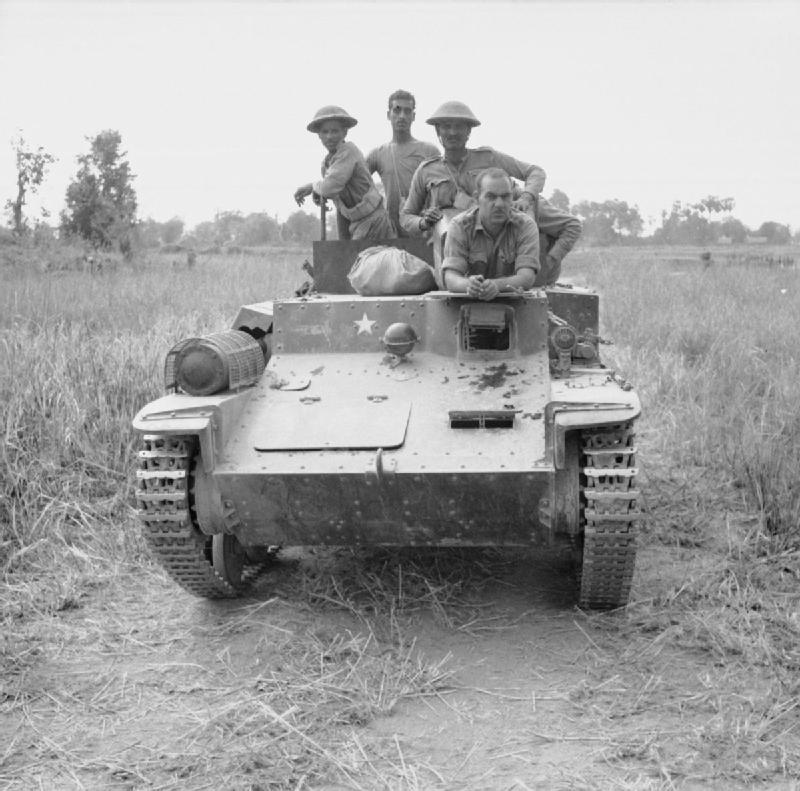
Britische Soldaten mit einem erbeuteten Typ 98 So-Da in Burma, 1945.

1938 wurde, aufbauend auf dem Typ 97 Te-Ke-Fahrgestell, der Typ 98 So-Da als gepanzertes Fahrzeug für den Munitions- und Truppentransport entworfen. Er konnte bis zu einer Tonne Munition oder 10 Soldaten transportieren. Während der Typ 1 Ho-Ki wegen seiner niedrigen Höchstgeschwindigkeit beim Heer nicht besonders beliebt war, konnte der So-Da mit 40 km/h überzeugen. Durch seine niedrige Seitenpanzerung war er nur bedingt als Schützenpanzer einsetzbar, da die transportierenden Soldaten nur gering geschützt waren.

## Technik
Der Typ 98 So-Da wog fünf Tonnen und hatte eine Maximalgeschwindigkeit von 40 km/h. Zur Erweiterung der Transportkapazität konnte an den Typ 98 ein ¾-Tonnen-Anhänger angehängt werden.